# ASA Tel Awiw (futsal)
ASA Tel Awiw – izraelski klub futsalowy z siedzibą w mieście Tel Awiw, obecnie występuje w najwyższej klasie rozgrywkowej Izraela.

## Sukcesy
- Mistrzostwo Izraela (4): 2010/11, 2012/13, 2013/14, 2014/15